# パナソニックのポータブルCDプレーヤー
当稿ではパナソニック（旧・松下電器産業）から販売されていたポータブルCDプレーヤーについて説明する。

## SL-XP*系
Technicsブランドで発売された。
- SL-XP3
- SL-XP5
- SL-XP7

## SL-S***系
- SL-S500
- SL-S300

S500は1990年6月発売され、本体液晶はバックライト対応。S300は同年7月発売。両モデルとも16bit 2DAC、18bit 8fsデジタルフィルターを搭載しインサイドホン、リモコン別売り。
- SL-S700

1990年12月発売。薄型化を実現した高音質設計。インサイドホン、リモコン別売り。
- SL-S100

1991年2月発売。4倍オーバーサンプリング2DACシステム。インサイドホン、リモコン別売り。
- SL-S501C

1991年5月発売。初のカーCD専用モデル。耐熱設計。取り付けキットとワイヤレスリモコンが付属。
- SL-S505
- SL-S505C

1991年9月発売。シグナルリモコン、UロードHi-FiインサイドホンをSシリーズで初採用。ライブポジション初搭載。初の耐震設計モデル。S505CはカーCD専用で、シグナルリモコンが付属しないのを除けば、本体の機能はS505と同じ。
- SL-S303

1991年12月発売。16bit 2DAC、18bit 8fsデジタルフィルター搭載。リモコン別売り。
- SL-S330
- SL-S330C

1992年6月発売。ホールドとフタロックを一元化したダブルロック初搭載。MASHをSシリーズで初搭載し、シグナルリモコンが付属。S330CはカーCD専用で、シグナルリモコンが付属しないのを除けば、本体の機能はS330と同じ。
- SL-S440
- SL-S550
- SL-S550C

S550は1992年10月発売され、発売当時業界初のポップアップディスプレイを採用し、液晶リモコン初採用。ASC EQがDSP処理されている。S440は同年11月発売され、液晶リモコンを付属。S550CはカーCD専用で、液晶リモコンは付属せず、耐震設計とDSPを採用し光るハンドインリモコンを付属している以外はS550とほとんど同じ。
- SL-S150

1993年2月発売。プッシュリリース初採用。リモコン別売り。2DAC搭載。
- SL-S350
- SL-S350C

1993年6月発売。フルオープントップ、すっきりリモコン、アドバンスト・ショック・プルーフ（ASP）、シグナルウインドウ初搭載。S350CはカーCD専用で、3色バックライト搭載しているのとすっきりリモコンが付属しないのを除けば、本体の機能はS350と同じで、ワイヤレスリモコンが付属。
- SL-S570
- SL-S570C
- SL-S670

デジタル・ショック・プロテクター初採用。本体デザインも大きくリニューアルされた。S570は1993年9月発売され、3キーリモコンを初搭載。S670は同年10月発売され、ポケットリモコンを付属し、ぴったりホンを初採用。ライブポジションはこのモデルで最後となる。S570CはカーCD専用モデルで同年10月発売され、3キーリモコンが付属しないのを除けば、本体の機能はS570と同じ。S570C以降のカーCD専用モデルでは取り付けキットがリニューアルされ、それ以前の取り付けキットには対応しなくなった。いずれも外装にハードコート処理を施してあり、傷が付きにくい。また、フルオープントップではない。
- SL-S170
- SL-S180

1994年3月発売。フルオープントップ、プッシュリリース、MASH 1bit 4DACを採用。S170はすっきりリモコンにぴったりホンを初採用したモデル。S180は3キーリモコンにぴったりホンを初採用し、ASPを搭載。
- SL-S370
- SL-S470
- SL-S470C

1994年7月発売。デジタル・ショック・プロテクターを搭載しDSPが復刻される。SL-S370はすっきりリモコンを搭載。S470は3キー液晶リモコン初採用し、光るキーイルミネーションを搭載。S470C はカーCD専用で3キー液晶リモコンが付属しない以外はS470と本体の機能は同じ。
- SL-S110

1994年9月発売。フルオープントップ、プッシュリリース、MASH 1bit 4DAC搭載の廉価版。UロードHi-Fiインサイドホン（からみにくいヘッドホンコード採用）を付属。リモコン別売り。
- SL-S290
- SL-S390
- SL-S490
- SL-S490C

1995年2月発売。新ホールドロック、DSSP初搭載。S290は3秒オトキーパー（DSSP）を搭載しすっきりリモコンを付属。S390はDSSPを搭載し3キー液晶リモコンを採用。S490は10秒オトキーパー（X-DSSP）を初搭載し、3キー液晶リモコンを採用。S490CはカーCD専用モデルで、光るフルキーイルミネーションを搭載し、3キー液晶リモコンが付属しない以外はS470と本体の機能は同じ。
- SL-S160

1995年3月発売。ぴったりホンに抗菌材を初採用。リモコン別売り。MASH 1bit DAC搭載。
- SL-S188
- SL-S189
- SL-S190

S190は1995年5月発売され、すっきりリモコンが付属。S188とS189は同年6月発売され、リモコン別売り。
- SL-S155

1995年9月発売。ぴったりホンに抗菌材を採用。リモコン別売り。MASHは2DACになる。
- SL-S400
- SL-S600
- SL-S600C

液晶リモコンがリニューアルされ、ジョイントホン初対応。S400は1995年12月発売され、ELバックライト非対応。S600は1996年2月発売され、光るリモコン初採用。S600C はカーCD専用モデルで同年9月に発売され、光るリモコンが付属しない以外はS470と本体の機能は同じ。
- SL-S140

1996年2月発売。3キーリモコンに抗菌材を採用。
- SL-S270

1996年2月発売。液晶リモコンを搭載しているがELバックライト非対応。DSSPを搭載。
- SL-S138Z

1996年4月発売。ぴったりホンに抗菌材を採用。リモコン別売り。
- SL-S450

1996年11月発売。新光るリモコンが付属し、X-DSSP搭載。スーパーニカド1000を付属。
- SL-S118Z

1997年2月発売。ぴったりホンを付属。リモコン別売り。MASH 1bit 8倍オーバーサンプリング搭載。
- SL-S120
- SL-S130

1997年2月発売。3キーリモコン（UロードHi-Fiインサイドホン）、スーパーニカド1000付属。特殊ポリカーポネイト耐熱樹脂採用。S130は同年6月発売され、X-DSSP回路を搭載。
- SL-S280

1997年2月発売。X-DSSPを搭載し、新・光るリモコン、スーパーニカド1000を付属。
- SL-S480

1997年8月発売。40秒オトキーパー（40 EXTRA ANTI-SHOCK MEMORY）を初搭載。
- SL-S230

1998年5月発売。10秒アンチショックメモリーIIを初搭載。新型3キーリモコン、スーパーニカド1000を付属。液晶に電池残量表示に見えるアイコンがあるがアンチショックメモリーの作動状態を示す「M.RESERVE」である。
- SL-S310

1999年6月発売。10秒アンチショックメモリーIIを搭載。新型3キーリモコン、スーパーニカド1000を付属。「M.RESERVE」は廃止された。

## SL-SX***系
- SL-SX300

1997年12月発売。10秒アンチショックメモリーを初搭載。
- SL-SX500

1998年2月発売。Sロード Hi-Fiインサイドホン、40秒アンチショックメモリーIIを初搭載。
- SL-SX400

1998年5月発売。10秒アンチショックメモリーIIを初搭載。
- SL-SX510
- SL-SX410

1998年12月発売。フラットリモコン初搭載。 SX410は1999年3月発売。
- SL-SX220

2000年5月発売。10秒アンチショックメモリーII、新型3キーリモコンを搭載。
- SL-SX390Z

2002年7月発売。6キーリモコン付属。音飛びバスター搭載。
- SL-SX320

2003年7月発売。6キーリモコン付属。音飛びバスター搭載。CD-R/RW再生対応。
- SL-SX330Z

2004年7月発売。D-SOUND、音飛びバスター搭載。リモコンは付属しない。
- SL-SX332

2004年6月発売。D-SOUND、音飛びバスター搭載し、6キーリモコン付属。
- SL-SX482

2006年2月発売。SXシリーズでは初めて、D-SOUNDエンジンを1チップに集積化。デジタルリ・マスターを搭載し、6キーリモコン付属。

## SL-SW***系
- SL-SW404

1996年9月発売。防水仕様。X-DSSPを搭載。
- SL-SW415

1997年5月発売。防水仕様。10秒アンチショックメモリーを搭載し、スーパーニカド1000を付属。
- SL-SW515

1998年6月発売。40秒アンチショックメモリーを搭載し、3キーリモコンを付属。VMSS搭載。
- SL-SW870

1999年6月発売。新型3キーリモコン、40秒アンチショックメモリーIIを搭載。VMSS搭載。赤/黒と青/シルバーのカラーバリエーションあり。LINE OUT端子装備。VMSSはLINE OUT出力にも有効。

## SL-CT***系
- SL-CT570

1999年11月発売。ダブルアンチショック搭載。
- SL-CT430

2000年2月発売。ダブルアンチショック搭載。リモコンがリニューアルされる。
- SL-CT540
- SL-CT780

2000年11月発売。アンチスキップシステム（音飛びバスター）初搭載。ラインアウト端子と丸型光デジタル出力端子が兼用となる。
- SL-CT440

2001年3月発売。6キーリモコン付属。音飛びバスター搭載。
- SL-CT790
- SL-CT590

2001年10月発売。ワンフィンガー液晶リモコンを初搭載し、ポータプルMDプレーヤーと共通化される。CT590は同年11月発売され、音飛びバスター搭載。
- SL-CT490

2002年2月発売。6キーリモコン付属。
- SL-CT700
- SL-CT800

2002年10月発売。CT700はMP3再生初対応。CT800はMP3とWMAの再生に初対応しキーイルミネーションを採用。
- SL-CT500
- SL-CT600

2003年2月発売。廉価モデルの液晶リモコンがリニューアルされる。MP3再生対応。CT600は同年4月に発売され、MP3とWMAの再生に対応。
- SL-CT710

2003年9月発売。D-SOUND、デジタル リ・マスター初搭載。ワンフィンガー液晶リモコンがリニューアルされる。
- SL-CT510

2004年2月発売。MP3再生対応。デジタルリ・マスター搭載。
- SL-CT720
- SL-CT820

D-SOUNDエンジンが1チップに集積化。High M.A.T.フォーマットに初対応。CT720は2004年9月発売。CT820は同年10月発売。
- SL-CT520

2005年2月発売。D-SOUNDエンジンを搭載。液晶リモコンがリニューアルされる。
- SL-CT352

2005年2月発売。D-SOUNDエンジンを搭載し、6キーリモコン付属。
- SL-CT582V

2005年6月発売。チューナー付き。
- SL-CT730
- SL-CT830

2005年11月発売。D-SOUNDエンジン搭載。MP3再生対応。

## SL-J***系
J系は同社のポータブルMDで展開されていたスピーカー内蔵型充電スタンド付きのシリーズ「Dockin'Style MD」のCDプレーヤー版で「Dockin'Style CD」のシリーズ名を持つ。SL-J905は当時の新技術D.SOUNDやデジタル リ・マスター等を初搭載した機種としてCT*10シリーズよりも一足先に発表されフラッグシップ機的な役割も果たしたが、スピーカーを付属することによる価格上昇を嫌ってか、900番台の型番を持つ割には光デジタル/ライン出力端子は省略、WMAに対応せずMP3フォーマットのみの対応、付属充電池もJ900がニカド電池、J905/910には低価格タイプのニッケル水素電池を付属するなど本体のコストダウンが計られている。
- SL-J900

2002年2月発売。スピーカー内蔵型充電スタンド「サウンド・チャージャー」付属。MP3再生対応。アンチスキップシステム(音飛びバスター)搭載。
- SL-J905
- SL-J910

J905が2003年9月、J910が同年10月発売。D.SOUND、デジタル リ・マスター搭載。J905にはヒンジ側のシャーシにネジで装着し内蔵充電池での屋外使用も可能な「アクティブ・スピーカー・システム」、J910にはJ900と同型の「サウンド・チャージャー」が付属。MP3再生対応。

## SL-XPS***系
- SL-XPS900

1991年2月発売。シグナルリモコン、UロードHi-Fiインサイドホン、MASH初採用。カードリモコンが付属。

## SL-PH***系
- SL-PH7
- SL-PH70R

1997年発売。液晶表示はCDトラックのみ表示で、ダイヤル式チューナー付きでAC電源搭載である。見た目にはラジカセ風だが、カタログにはポータブルCDの欄に記載されていた。従来パナソニックのCDラジオはタイマーが搭載されることが多かったが、PH7は非搭載である。SL-PH70Rは良品計画向け機種である。

## SL-VP***系
- SL-VP50

1995年発売。ポータブル型では世界初のビデオCD再生機能搭載である。アンチショックメモリーなどは採用されていない。
- SL-VP30

製品品番はVP50より下がるが1997年発売。通称「ポータブルEDEL」。VP50と比すると乾電池の使用本数が単3乾電池6本から2本に減る、当時のパナソニックのポータブルCDに採用されていたプッシュリリース採用、リモコンの使い勝手の向上などである。
- SL-DP70

1998年発売。「ポータブルEDEL」の液晶画面モデル。ビデオCDを4インチTFT方式カラー液晶ディスプレイで鑑賞できる。液晶が搭載ということもあり単3乾電池4本（パナソニックスーパーニカド対応）＋2本（外付け乾電池ケース）としている。それ以外のVP30との違いはポータブルCDでは異例のミキシングマイク端子、エコー／キーコントロールボリューム搭載などである。